# Élections législatives béninoises de 1991
Les élections législatives béninoises de 1991 ont lieu le 17 février 1991 au Bénin.
Il s'agit des premières élections législatives organisées sous le multipartisme depuis 1964.

## Résultats
|                           | Union pour le Triomphe du Renouveau Démocratique (en) | 194 213   | 18,86 | 12 |  |  |  |  |
|                           | Parti National pour la Démocratie el le Développement (en) Parti du renouveau démocratique                                                                                      | 120 705   | 11,72 | 9  |  |  |  |  |
|                           | Parti social-démocrate Union Nationale pour la Solidarité et le Progrès (en) | 101 348   | 9,84  | 8  |  |  |  |  |
|                           | Rassemblement national pour la démocratie (en) | 124 392   | 12,10 | 7  |  |  |  |  |
|                           | Notre Cause Commune (en) | 104 347   | 10,13 | 6  |  |  |  |  |
|                           | Mouvement national pour la démocratie et le développement Mouvement pour la Solidarité, l'Union et le Progrès (en) Union pour la Démocratie et la Reconstruction Nationale (en) | 86 556    | 8,40  | 6  |  |  |  |  |
|                           | Union pour la Démocratie et la Solidarité Nationale (en) | 72 899    | 7,08  | 5  |  |  |  |  |
|                           | Rassemblement des Démocrates Libéraux pour la Reconstruction nationale (en) | 57 852    | 5,62  | 4  |  |  |  |  |
|                           | Alliance pour la Social-Démocratie (en) Bloc pour la Social-Démocratie (en) | 35 700    | 3,47  | 3  |  |  |  |  |
|                           | Alliance pour la Démocratie et le Progrès (en) Union Démocratique pour le Renouveau Social (en)                                                                                 | 38 684    | 3,76  | 2  |  |  |  |  |
|                           | Union Nationale pour la Démocratie et le Progrès (en) | 31 601    | 3,07  | 1  |  |  |  |  |
|                           | Union Républicaine du Peuple (en) Parti National du Travail (en) | 20 490    | 1,99  | 1  |  |  |  |  |
|                           | Union Démocratique pour le Développement Économique et Social | 25 893    | 2,51  | 0  |  |  |  |  |
|                           | Bâtisseurs et Gestionnaires de la Liberté et de la Démocratie (en) | 15 337    | 1,49  | 0  |  |  |  |  |
|                           | |           |       |    |  |  |  |  |
| Votes valides             | Votes valides | 1 030 017 | 96,32 |    |  |  |  |  |
| Votes blancs et invalides | Votes blancs et invalides | 39 350    | 3,68  |    |  |  |  |  |
| Total                     | Total | 1 069 367 | 100   | 64 |  |  |  |  |
| Abstentions               | Abstentions | 999 976   | 48,33 |    |  |  |  |  |
| Inscrits / participation  | Inscrits / participation | 2 069 343 | 51,67 |    |  |  |  |  |